# Protomyzon
Protomyzon is een geslacht van straalvinnige vissen uit de familie van de steenkruipers (Balitoridae).

## Soorten
- Protomyzon aphelocheilus Inger & Chin, 1962
- Protomyzon borneensis Hora & Jayaram, 1952
- Protomyzon griswoldi (Hora & Jayaram, 1952)
- Protomyzon pachychilus Chen, 1980
- Protomyzon whiteheadi (Vaillant, 1894)